# Avro 536
El Avro 536 y su diseño de continuación, el 546, fueron desarrollos del biplano militar 504, comercializados para uso civil en los años posteriores a la Primera Guerra Mundial.

## Diseño y desarrollo
Pensado principalmente para dar paseos aéreos, el avión poseía una gran superficie alar y un motor rotativo más potente Bentley B.R.1 de 110 kW (150 hp) para poder llevar cuatro pasajeros, sentados en dos filas de asientos lado a lado, detrás del piloto.
En servicio en Blackpool, los Avro 536 volados por tres pilotos fueron capaces de llevar a 500 pasajeros el primer día de operaciones. Al menos, un 536 todavía estaba dando paseos en Jersey en 1927.
Se produjo una única variante como Avro 546, presentando una cabina totalmente cerrada para los tres pasajeros.

## Variantes
536
Biplano utilitario civil de cinco plazas, 25 construidos.
546
Variante del 536 de cuatro plazas, 1 construido.

## Especificaciones (536)
Referencia datos: Biplanes, triplanes, and seaplanes

### Características generales
- Tripulación: Uno (piloto)
- Capacidad: 4 pasajeros
- Longitud: 9 m (29,4 ft)
- Envergadura: 11,2 m (36,7 ft)
- Altura: 3,2 m (10,4 ft)
- Superficie alar: 31,1 m² (334,8 ft²)
- Peso vacío: 649 kg (1430,4 lb)
- Peso cargado: 1010 kg (2226 lb)
- Planta motriz: 1× motor rotativo de nueve cilindros refrigerado por aire Bentley BR.1.
  - Potencia: 110 kW (152 HP; 150 CV)
- Hélices: Bipala de paso fijo

### Rendimiento
- Velocidad máxima operativa (Vno): 233 km/h (145 MPH; 126 kt)
- Alcance: 500 km (270 nmi; 311 mi)
- Techo de vuelo: 3700 m (12 139 ft)
- Régimen de ascenso: 2,8 m/s (551 ft/min)

## Aeronaves relacionadas

### Secuencias de designación
- Secuencia Numérica (interna de Avro): ← 531 - 533 - 534 - 536 - 538 - 539 - 540 - 543 - 545 - 546 - 547 - 548 - 549 →